# 阿波里納里奧·馬比尼

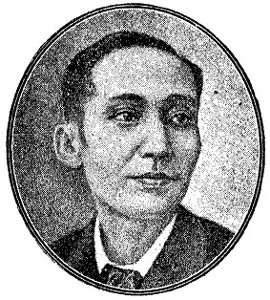
阿波里納里奧·馬比尼

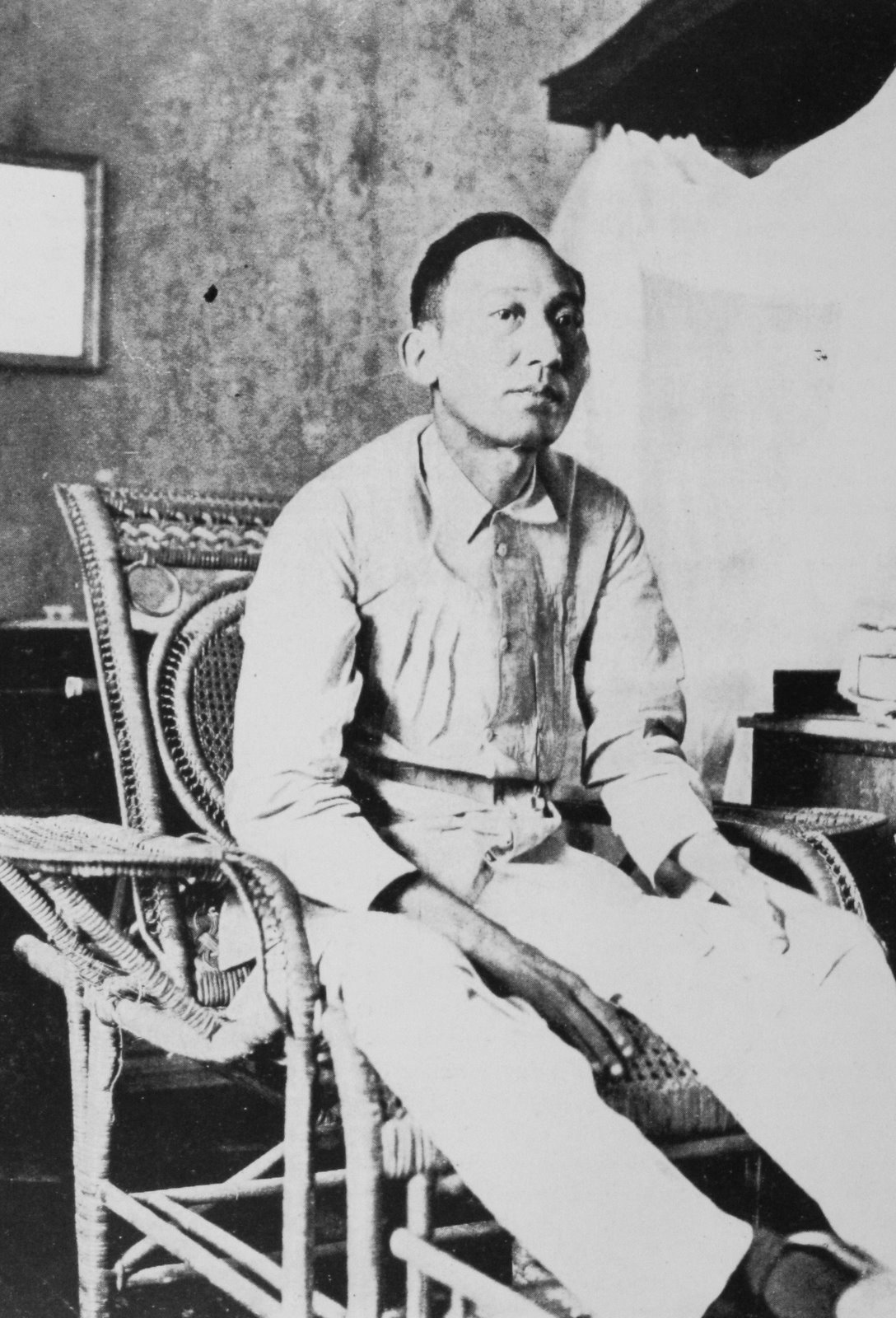
阿波里納里奧·馬比尼

阿波里納里奧·馬比尼·馬拉南（西班牙語：Apolinario Mabini y Maranan，1864年7月23日—1903年5月13日），通稱為阿波里納里奧·馬比尼（Apolinario Mabini），是菲律宾的独立活动家、革命家、作家與記者。為菲律宾的近代憲法的初案者和創始者。
他於1899年1月23日至1899年5月7日擔任菲律宾臨時政府的總理，同時也擔任臨時政府的外交部長。因1899年5月與美国的外交谈判失败因責辞职。1899年8月轉而擔任菲律宾國會的大法院長。他於1899年9月創建了菲律宾的近代憲法的初案並於同年10月發表。他的綽號是偉大的馬比尼和革命運動的頭腦。

## 著作
- “菲律宾的革命 La revolución filipina”（1931）

## 外部連結
- The Philippine Revolution, by Apolinario Mabini at the Austrian-Philippine Page at Institute of Social Anthropology, University of Vienna （页面存档备份，存于） （英文）
- Msc.edu Mabini （页面存档备份，存于） （英文）
- Short biography （页面存档备份，存于） （英文）

| 前任： -                   | 菲律宾的革命臨時政府總理 1899年1月23日-1899年5月7日                 | 繼任： 佩德罗·帕特诺                  |
| 前任： -                   | 菲律宾的革命臨時政府外交部長 1899年1月23日-1899年12月10日           | 繼任： 阿波里納里奧·馬比尼 （名義上） |
| 前任： 阿波里納里奧·馬比尼 | 菲律宾的革命臨時政府外交部長 （名義上） 1899年12月11日-1901年4月1日 | 繼任： -                              |
| 前任： -                   | 菲律宾的大法院長 1899年8月-1901年4月1日                             | 繼任： -                              |